# جوناثان بيركنز
جوناثان بيركنز (9 أكتوبر 1978 بريدنغ في المملكة المتحدة - )  (بالإنجليزية: Jonathan Perkins)‏ هو لاعب كريكت بريطاني. لعب مع Berkshire County Cricket Club ‏ وBuckinghamshire County Cricket Club ‏.